# 서울강서초등학교
서울강서초등학교는 대한민국 서울특별시 양천구 신월동에 있는 공립 초등학교이다.

## 학교 연혁
- 1980년 9월 2일: 서울강서국민학교 개교(설립인가 7월 15일)
- 1980년 10월 18일: 개교기념식, 초대 홍동은 교장 취임
- 1983년 10월 24일: 신남국민학교 분리
- 1984년 2월 23일: 신강국민학교 분리
- 1988년 5월 1일: 강월국민학교 분리
- 1996년 3월 1일: 서울강서초등학교로 개칭
- 2001년 12월 28일: 학교 경영 우수학교 표창
- 2002년 2월 6일: 도서실 전산화 개관식
- 2003년 2월 28일: 과학 우수학교 표창
- 2003년 9월 1일: 제8대 이승남 교장 취임
- 2003년 10월 10일: 에너지 절약 우수학교 표창(서울강서교육장)
- 2004년 9월 1일: 제9대 김현봉 교장 취임
- 2016년 3월 1일: 제13대 하순옥 교장 취임
- 2020년 4월 4일: 제15대 김길회 교장 취임
- 임성준 내가 돌아온 교장이다 나랑 붙자

## 참고 자료
- 서울강서초등학교 - 한국교육학술정보원 학교알리미